# Skeleton-Nordamerikacup 2015/16
Der Skeleton-Nordamerikacup 2015/16 war eine von der International Bobsleigh & Skeleton Federation (IBSF) veranstaltete Rennserie, die zum insgesamt sechzehnten Mal (zum vierten Mal unter dem Namen Nordamerikacup) ausgetragen wurde und neben dem Intercontinentalcup und dem Europacup zum Unterbau des Weltcups gehört. Die Ergebnisse der acht Saisonrennen an vier Wettkampforten flossen in das IBSF-Skeleton-Ranking 2015/16 ein.

## Teilnahmequoten
Die Quotenplätze für die einzelnen nationalen Verbände wurden auf Grundlage des Rankings aus der Vorsaison folgendermaßen vergeben:
- Männer:[1]
  - 4 Startplätze:  Vereinigte Staaten,  Kanada,  Südkorea,  Brasilien
  - alle anderen Nationen aus Amerika, Asien und Ozeanien: 3 Startplätze
  - alle Nationen aus Europa und Afrika: 2 Startplätze

- Frauen:[2]
  - 4 Startplätze:  Vereinigte Staaten,  Kanada
  - alle anderen Nationen aus Amerika, Asien und Ozeanien: 3 Startplätze
  - alle Nationen aus Europa und Afrika: 2 Startplätze

## Männer

### Veranstaltungen
| Datum             | Ort         | Sieger          | Zweiter            | Dritter                     |
| ----------------- | ----------- | --------------- | ------------------ | --------------------------- |
| 12. November 2015 | Calgary     | Ander Mirambell | John Farrow        | Alex Ivanov                 |
| 13. November 2015 | Calgary     | Ander Mirambell | John Farrow        | Rhys Thornbury              |
| 26. November 2015 | Whistler    | Rhys Thornbury  | John Farrow        | Katsuyuki Miyajima          |
| 27. November 2015 | Whistler    | Rhys Thornbury  | Katsuyuki Miyajima | John Farrow                 |
| 4. März 2016      | Park City   | Ander Mirambell | Nicholas Timmings  | John Farrow Joseph Cecchini |
| 5. März 2016      | Park City   | John Farrow     | Andrew Blaser      | Kim Ji-soo                  |
| 17. März 2016     | Lake Placid | Ander Mirambell | Alex Ivanov        | Craig Thompson              |
| 18. März 2016     | Lake Placid | Ander Mirambell | Alex Ivanov        | Kim Jun-hyeon               |

### Gesamtwertung
Endstand nach 8 Rennen (Top 10)
| Platz | Sportler           | Land       | CAL1 | CAL2 | WHI1 | WHI2 | PAR1 | PAR2 | LAK1 | LAK2 | Punkte |
| ----- | ------------------ | ---------- | ---- | ---- | ---- | ---- | ---- | ---- | ---- | ---- | ------ |
| 01    | Ander Mirambell    | Spanien    | 1    | 1    | –    | –    | 1    | 8    | 1    | 1    | 411    |
| 02    | Alex Ivanov        | USA        | 3    | 5    | 12   | 4    | 5    | 4    | 2    | 2    | 403    |
| 03    | John Farrow        | Australien | 2    | 2    | 2    | 3    | 3    | 1    | –    | –    | 380    |
| 04    | Kim Ji-soo         | Südkorea   | 5    | 4    | 16   | 16   | 8    | 3    | 9    | 12   | 288    |
| 05    | Rhys Thornbury     | Neuseeland | 4    | 3    | 1    | 1    | –    | –    | –    | –    | 255    |
| 06    | Kim Jun-hyeon      | Südkorea   | 14   | 16   | 17   | 15   | 9    | 7    | 10   | 3    | 243    |
| 07    | Katsuyuki Miyajima | Japan      | 12   | 13   | 3    | 2    | 11   | 10   | –    | –    | 236    |
| 08    | Nicholas Timmings  | Australien | 10   | 14   | –    | –    | 2    | 5    | 11   | 11   | 226    |
| 09    | Allen Blackwell    | USA        | 15   | 11   | 7    | 8    | 10   | 8    | –    | –    | 194    |
| 10    | Trent Kraychir     | USA        | 9    | 6    | 5    | 5    | 13   | –    | –    | –    | 190    |

## Frauen

### Veranstaltungen
| Datum             | Ort         | Siegerin          | Zweite           | Dritte          |
| ----------------- | ----------- | ----------------- | ---------------- | --------------- |
| 12. November 2015 | Calgary     | Jaclyn LaBerge    | Jaclyn Narracott | Veronica Day    |
| 13. November 2015 | Calgary     | Jaclyn LaBerge    | Jaclyn Narracott | Veronica Day    |
| 26. November 2015 | Whistler    | Savannah Graybill | Jaclyn LaBerge   | Mirela Rahneva  |
| 27. November 2015 | Whistler    | Katie Uhlaender   | Jaclyn LaBerge   | Mirela Rahneva  |
| 4. März 2016      | Park City   | Kimberley Bos     | Jaclyn LaBerge   | Veronica Day    |
| 5. März 2016      | Park City   | Kimberley Bos     | Jaclyn LaBerge   | Veronica Day    |
| 17. März 2016     | Lake Placid | Kimberley Bos     | Veronica Day     | Madelaine Smith |
| 18. März 2016     | Lake Placid | Kimberley Bos     | Veronica Day     | Mun Ra-young    |

### Gesamtwertung
Endstand nach 8 Rennen (Top 10)
| Platz | Sportlerin       | Land               | CAL1 | CAL2 | WHI1 | WHI2 | PAR1 | PAR2 | LAK1 | LAK2 | Punkte |
| ----- | ---------------- | ------------------ | ---- | ---- | ---- | ---- | ---- | ---- | ---- | ---- | ------ |
| 01    | Veronica Day     | USA                | 3    | 3    | 5    | 6    | 3    | 3    | 2    | 2    | 435    |
| 02    | Jaclyn LaBerge   | Kanada             | 1    | 1    | 2    | 2    | 2    | 2    | –    | –    | 410    |
| 03    | Mun Ra-young     | Südkorea           | 9    | 6    | 9    | 7    | 4    | 5    | 5    | 3    | 341    |
| 04    | Kimberley Bos    | Niederlande        | –    | –    | 8    | DNS  | 1    | 1    | 1    | 1    | 336    |
| 05    | Jeong Sophia     | Südkorea           | 6    | 11   | 7    | 9    | 7    | 10   | 8    | 6    | 288    |
| 06    | Jaclyn Narracott | Australien         | 2    | 2    | –    | –    | –    | –    | 4    | 4    | 230    |
| 07    | Leslie Stratton  | USA                | 16   | 13   | –    | –    | 8    | 9    | 7    | 8    | 190    |
| 08    | Katie Tannenbaum | Am. Jungferninseln | DNF  | 9    | 11   | 10   | 6    | 4    | –    | –    | 186    |
| 09    | Nozomi Komuro    | Japan              | 8    | 8    | 4    | 5    | –    | –    | –    | –    | 167    |
| 10    | Grace Dafoe      | Kanada             | 5    | 5    | –    | –    | 11   | 8    | –    | –    | 156    |